# Arka Noego (film 2007)
Arka Noego (oryg. El Arca, 2007) – argentyńsko-włoski film animowany.
Premiera filmu w polskich kinach odbyła się 1 maja 2009 roku.

## Wersja polska
- Wersja polska: Sun Studio Polska
- Reżyseria: Marek Robaczewski
- Dialogi polskie i teksty piosenek: Tomasz Robaczewski
- Nagranie polskiej wersji językowej: Adam Łonicki
- Kierownictwo produkcji: Beata Jankowska i Urszula Nowocin
- Kierownictwo muzyczne: Juliusz Kamil Kuźnik

Aktorzy
- Piotr Adamczyk – Xiro
- Joanna Jabłczyńska – Kairel
- Mieczysław Morański – Noe
- Paweł Galia – Farfan
- Barbara Zielińska – Esther
- Krzysztof Banaszyk – Dagnino
- Anna Apostolakis-Gluzińska – Naama
- Dariusz Błażejewski – Sem
- Waldemar Barwiński – Jafet
- Izabela Dąbrowska – Sara
- Zbigniew Konopka – Bóg
- Andrzej Gawroński – Sabu
- Dominika Figurska – Miriam
- Krzysztof Szczerbiński – Anioł
- Jakub Szydłowski – Bombay
- Michał Chorosiński – Cham
- Izabella Bukowska – Edith
- Krzysztof Cybiński – Puma
- Leszek Zduń – Pepe
- Anna Gajewska – Panty
- Katarzyna Łaska – Bruma
- Wojciech Chorąży – Wolfgang
- Robert Tondera – Krokodyl
- Cezary Kwieciński – Świnia
- Janusz Wituch – Pan Miś
- Bożena Furczyk – Oriana
- Cezary Nowak – Sęp
- Artur Pontek – Pity
- Marta Gajko – Lily
- Karol Wróblewski – Jednorożec
- Wojciech Paszkowski – Krecik
- Anna Wodzyńska – Zebra